# Salgueiro (Pernambouc)
Pour les articles homonymes, voir Salgueiro.
Salgueiro est une ville brésilienne du centre de l'État du Pernambouc.